# Nationaal Monument Slavernijverleden
Het Nationaal Monument Slavernijverleden is een monument in het Oosterpark te Amsterdam ter herdenking van de afschaffing van de slavernij in het Nederlands Koninkrijk. Het beeld is van brons en de sokkel is van beton.

## Totstandkoming
Initiatief tot plaatsing kwam van het Landelijk Platform Slavernijverleden (LPS), samengesteld uit diverse Surinaamse en Antilliaanse verenigingen onder aanvoering van Haags ambtenaar Barryl Biekman. Zij zorgde voor de weg naar de politici. Het platform bouwde verder op het werk van de Surinaamse vrouwenvereniging Sophiedela, die een petitie had aangeboden aan de Tweede Kamer der Staten-Generaal. Ook een open brief van schrijver Frank Arion trok de aandacht. Arion zette zich ervoor in dat er een slavernijmonument zou worden opgericht in Amsterdam. Hij leverde een bijdrage aan het boek Het verleden onder ogen. Herdenking van de slavernij, onder redactie van Gert Oostindie, dat in 1999 werd uitgegeven, en bood dat boek, samen met een open brief, datzelfde jaar aan aan Roger van Boxtel, de voorzitter van de commissie van de Tweede Kamer die "betogen van de afgevaardigden van de 6 eilanden en Suriname tijdens een rondetafelgesprek met deze commissie aanhoorden".  Biekman overtuigde politici Roger van Boxtel en Rick van der Ploeg dat een dergelijk monument er moest komen. Van Boxtel en Van der Ploeg brachten het in in het Paars kabinet. Struikelblok werd het (in hun ogen) radicale standpunt van het platform; er kwam een drietal bemiddelaars: Adriaan van Dis, Gert Oostindie en Gilbert Wawoe. De bemiddeling zorgde voor het juiste klimaat om een wedstrijd onder kunstenaars uit te schrijven, waarop acht inzendingen binnenkwamen. De beeldengroep van Erwin de Vries kwam als winnaar. Zij kozen daarbij voor een beeld van een zwarte kunstenaar, dat bij de nakomelingen herkenbaar zou zijn als teken van het slavernijverleden. Abstracte beelden zouden de afstand te groot maken, was de mening. De Vries (gelicht uit Buitenkunst Amsterdam): 
de opdracht was om het verleden van de slavernij en het heden en de toekomst te behandelen. Van het verleden heb ik een geketende slavengroep gemaakt, van het heden een slaaf die vrijkomt en het grote ding is de toekomst: de vrijheid in het geloof dat we ooit helemaal vrij zullen komen van discriminatie.

## Plaats
In het begin was er het plan het monument in Den Haag te plaatsen, dat wel al snel is losgelaten ten faveure van Amsterdam; men zag in die stad toch meer de binding met het koloniaal verleden. Vervolgens begon een zoektocht naar een plek voor het monument. Uit een lijst waarop de Dam, het West-Indisch Huis, het Stenen Hoofd en Amsterdam-Zuidoost voorkwamen, viel de keus op het Oosterpark. Toen die plek was vastgesteld werd bekend dat dat park een eeuw eerder nog had gediend tot de Oosterbegraafplaats, hetgeen op bezwaren stuitte bij de initiatiefnemers, die niet op lichamelijke resten wilden bouwen. Er werd uiteindelijk gekozen voor de zuidwesthoek van het park, waar de kans het kleinst was op restanten van de begraafplaats. .

## Onthulling
In aanloop naar de onthulling op 1 juli 2002, kreeg het politieke klimaat te maken met een kentering, mede een gevolg van de opkomst van en moord op Pim Fortuyn in mei 2002. De daaruit voortvloeiende gevoeligheden en veiligheidszaken leiden tot een centrumrechtse regering, die een heel andere blik had op het monument. Zo werden bijvoorbeeld subsidies aan het Ninsee (opvolger van het Landelijk Platform Slavernijverleden) teruggeschroefd; daarentegen werd de bijdrage van Amsterdam steeds groter. Al met al werd er gekozen voor een onthulling, waarbij “veiligheid” voorop stond. Het resulteerde in een onthulling waarbij een kleine groep genodigden het beeld kon benaderen, terwijl belangstellenden door middel van dranghekken op afstand werden gehouden. Een beslissing die jaren later als ondenkbaar werd geacht. Koningin Beatrix verrichtte de onthulling. De wijze waarop leidde tot frustratie en woede bij het merendeels Surinaamse en Antilliaanse publiek, dat dus pas na afloop van de plechtigheid in de gelegenheid werd gesteld het monument te bezichtigen. Later werd bijvoorbeeld door Biekman geconstateerd dat het voornamelijk een Amsterdams beeld is geworden; anderen waaronder Alex van Stipriaan (vanaf het begin betrokkene) zag het terugkijkend in 2022 voornamelijk als keerpunt in de belangstelling voor het koloniaal verleden.

## Jaarlijkse herdenking

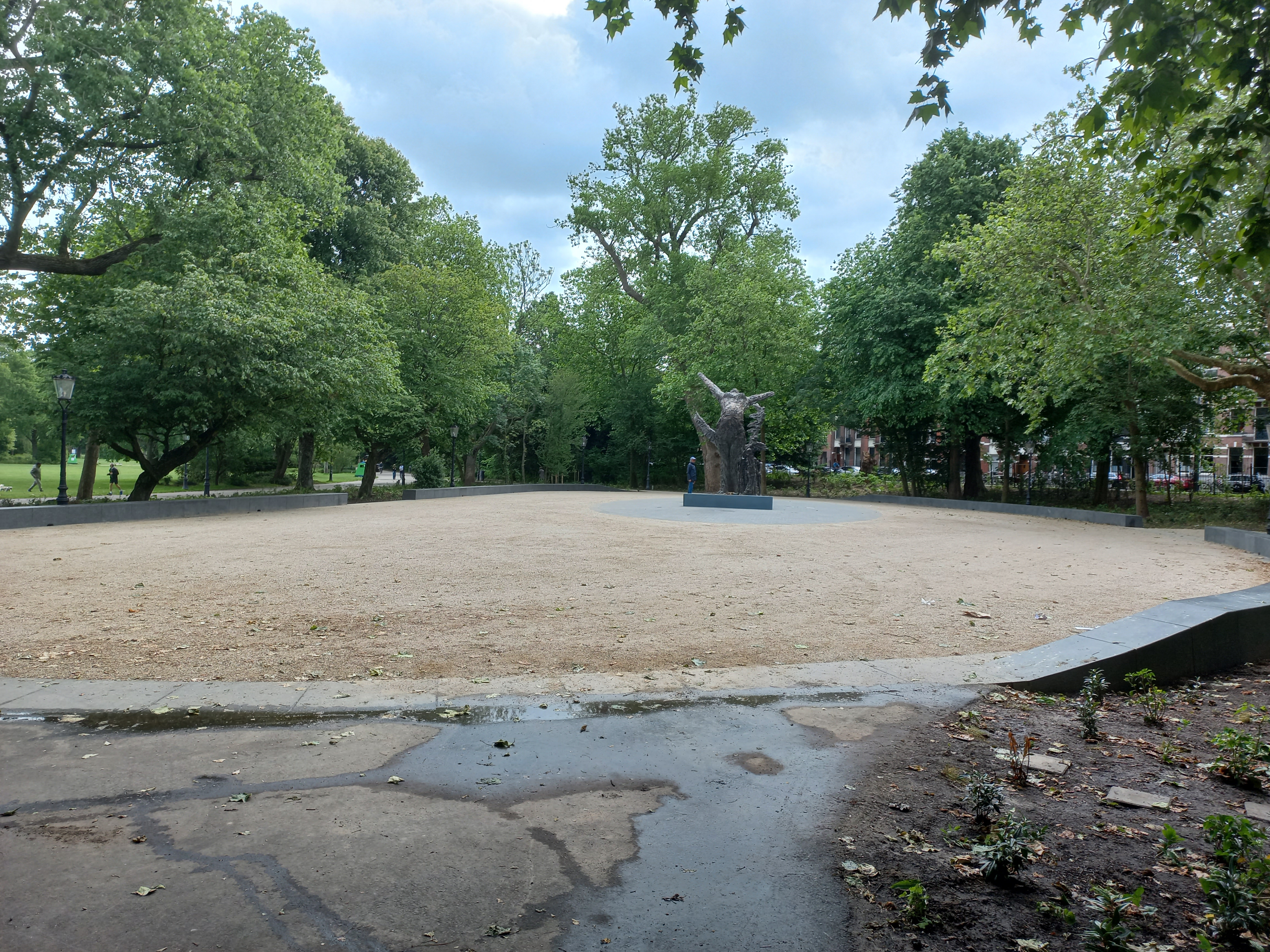
De herdenkingsplaats (juni 2025)

Bij het monument vindt jaarlijks op 1 juli een bijeenkomst plaats, ter herdenking van de afschaffing van de slavernij door Nederland op 1 juli 1863 (Ketikoti). 
In 2005 was minister Rita Verdonk van Integratie en Vreemdelingenzaken uitgenodigd om een toespraak te houden. De komst van Verdonk was echter omstreden. Tal van Surinaamse en Antilliaanse organisaties hadden in de dagen voorafgaand aan de herdenking opgeroepen tot protest tegen haar aanwezigheid. Tijdens de herdenking werd met spreekkoren, trommels en scheepstoeters geprobeerd haar het spreken onmogelijk te maken. Toen de minister samen met staatssecretaris Medy van der Laan namens de Nederlandse regering een krans wilde leggen bij het Slavernijmonument, drongen woedende demonstranten naar voren en werd Verdonk door beveiligers het park uitgeleid.
In 2007 verklaarde de Minister van Onderwijs en Cultuur Ronald Plasterk van de PvdA tijdens de herdenking in het Oosterpark dat er in Nederland te weinig aandacht is voor het slavernijverleden. Hij zegde de aanwezigen toe dat dit verleden een plek zou krijgen in het Nationaal Historisch Museum in Arnhem, maar dit museum-idee is uiteindelijk afgeblazen. In 2017 werd het initiatief genomen tot een Nationaal Slavernijmuseum, dat in Amsterdam zal worden gerealiseerd.
De plek waar het monument staat was in de jaren tien van de 21e eeuw een wat droeve en weinig overzichtelijke plek geworden. Voor de jaarlijkse bijeenkomst was het noodzakelijk de plek een beter aanzien te geven. Daarom is de locatie aangepakt. Bij de werkzaamheden werd ook het beeld schoongemaakt.